# Refactorizare de cod
Refactorizarea de cod este procesul de restructurare a codului existent fără a schimba comportamentul său extern. 
Refactorizarea îmbunătățește atributele nefuncționale ale software-ului. 
Avantajele includ lizibilitatea îmbunătățită a codului și complexitatea redusă; 
acestea pot îmbunătăți mentenabilitatea codul sursă și pot crea un model de arhitectura internă sau un model obiect mai expresiv pentru a îmbunătăți extensibilitatea. 
De obicei, o refactorizare reprezintă o serie de micro-refactorizări standardizate de bază, fiecare dintre acestea fiind (de obicei) o schimbare mică în codul sursă al unui program de computer, prin care fie se păstrează comportamentul software-ului, fie cel puțin nu se modifică conformitatea sa față de cerințele funcționale.
Multe medii de dezvoltare oferă sprijin automatizat pentru realizarea aspectelor mecanice ale acestor refactorizări de bază. 
Dacă e făcută extrem de bine, refactorizarea de cod poate rezolva, de asemenea, bug-uri de programare ascunse, latente, sau nedescoperite ori vulnerabilități în sistem, prin simplificarea logicii de bază și eliminarea nivelurilor de complexitate inutile.
Dacă este făcută prost, poate schimba funcționalitatea externă și poate introduce noi bug-uri.